# Lauri Jõeleht
Lauri Jõeleht, né le 14 décembre 1974 à Tallinn, est un compositeur estonien.

## Biographie
Lauri Jõeleht termine son mémoire de maîtrise en composition à l'Académie estonienne de musique et de théâtre en 2003.
Depuis 1996, il travaille comme professeur de guitare. Depuis 2014, il enseigne également à l'Institut de pédagogie instrumentale et vocale de l'Académie estonienne de musique et de théâtre. Depuis 2002, il est membre de l'Union des compositeurs estoniens.